# Polydactylie

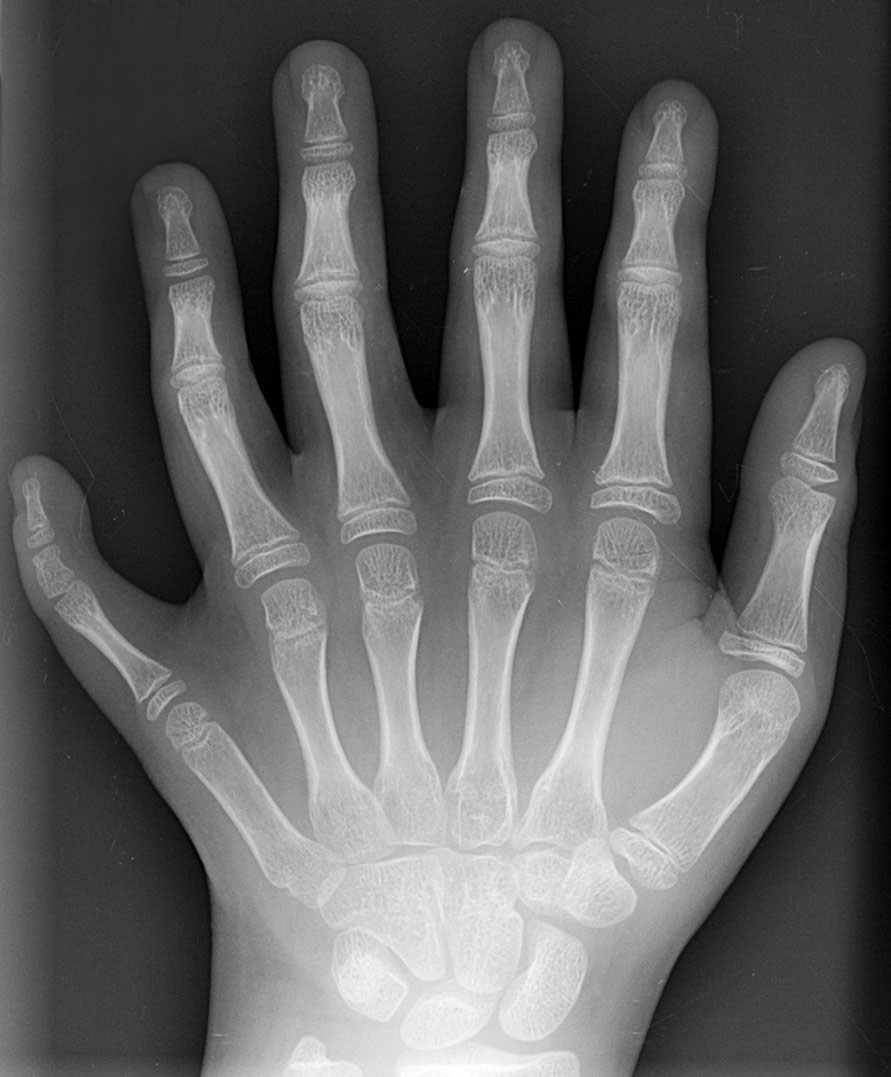
Radiographie d'une main polydactyle postaxiale

La polydactylie (du grec « poly » : « nombreux » et « dactyle » : « doigt ») se définit comme la présence d’un ou plusieurs doigts supplémentaire(s) au niveau de la main, ou d’un ou plusieurs orteils au niveau du pied. Les gènes induisant le développement de la polydactylie sont toujours présents chez les formes actuelles, ce qui suggère que, dans l'histoire évolutive du vivant, la polydactylie apparaît comme la condition plésiomorphe pour les tétrapodes, c'est-à-dire la condition primitive initiale du membre marcheur, la pentadactylie n'étant pas la disposition « canonique » de la structure de ce membre marcheur.
Cette malformation connue depuis longtemps est décrite dans la Bible,.
La polydactylie est la plus fréquente des malformations de la main, l'hexadactylie (6 doigts ou orteils) la plus fréquente des polydactylies (1,7 cas pour mille naissances). On distingue classiquement la polydactylie « préaxiale » de la polydactylie « postaxiale », bien que certains contestent cette classification.
La polydactylie est une caractéristique de plusieurs maladies chromosomiques ou génétiques. Elle fait souvent suite à une mutation du gène HoxD 13 entraînant une mauvaise apparition de l'autopode.

## Polydactylie postaxiale

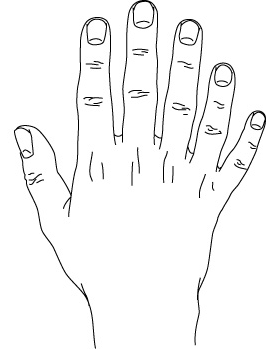
Polydactylie postaxiale

Définie comme l’existence des doigts supplémentaires du côté de l'ulna ou d’orteils du côté de la fibula (donc du côté du petit doigt). Elle peut être complète : présence d'un doigt bien formé ou plus rudimentaire.
Elle est plus fréquente, et moins spécifique que la polydactylie préaxiale.
D'après une étude américaine, la polydactylie postaxiale isolée est plus fréquente chez la population noire (1 pour 100) et se transmettrait sur un mode dominant. Elle atteint plus souvent les hommes que les femmes.
Dans de rares cas, il peut y avoir présence simultanée de 12 doigts et 12 orteils.
Un cas exceptionnel d'enfant naissant avec 14 doigts et 20 orteils, né en 2010, a été découvert en Inde. Cinq ans plus tôt, un enfant chinois était né avec 15 doigts et 16 orteils.

## Polydactylie préaxiale

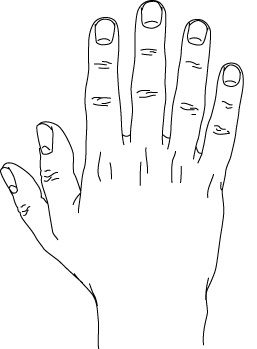
Polydactylie préaxiale

Elle se définit comme l’existence de doigts supplémentaires du côté du radius (elle entre dans ce cas dans le cadre des anomalies de l'axe radial) ou d’orteils du côté du tibia.
Article détaillé : classification de Wassel (pouce)
En 2019, une étude portant sur deux sujets ayant une polydactylie préaxiale a montré que ceux-ci pouvaient bouger leur sixième doigt indépendamment des cinq autres, et qu'ils pouvaient réaliser avec une seule main certaines tâches spécifiques en nécessitant normalement deux. Cette étude est la première de ce genre.

## Diagnostic
Il se fait lors de l’échographie du premier ou du deuxième trimestre. Le diagnostic est plus facile dans le cas de polydactylie de la main que du pied. Le diagnostic dépend de nombreux paramètres influençant la qualité de l’échographie : position du fœtus, quantité de liquide amniotique, surcharge pondérale de la patiente, échogénicité des tissus, type de doigt surnuméraire.
Lorsque le diagnostic est établi, il est impératif de procéder à une recherche minutieuse d’autres anomalies pouvant entrer dans une pathologie particulière. Les os longs seront tous mesurés.

## Étiologie
L’interrogatoire des parents recherchera la notion de doigts supplémentaires dans la famille ou d’histoire d’ablation de doigt supplémentaire dans l’enfance.
Les investigations supplémentaires seront indiquées en fonction de l’histoire clinique et du résultat de l’échographie fait dans un Centre de Diagnostic Prénatal.
Le tableau suivant résume les principales pathologies associées à une polydactylie.
| Pathologie                                                     | M.I.M  | Autres caractéristiques majeures                   | Main                            | Pied                        |  |
| -------------------------------------------------------------- | ------ | -------------------------------------------------- | ------------------------------- | --------------------------- |  |
| Trisomie 13                                                    |        | Anomalies du système nerveux central, Cardiopathie | Pré- et postaxiale              | Pré- et postaxiale          |  |
| Pseudo trisomie 13                                             |        | Holoproencéphalie                                  |                                 |                             |  |
| Syndrome de Meckel-Gruber                                      |        | Céphalocèle Dysplasie rénale                       |                                 |                             |  |
| Syndrome polydactylie–côtes courtes type II                    |        | Dysplasie osseuse                                  | Pré- et postaxiale              | Pré- et postaxiale          |  |
| Microdélétion 22q11                                            |        | Cardiopathie                                       |                                 |                             |  |
| Syndrome de Bardet-Biedl                                       |        |                                                    |                                 |                             |  |
| Syndrome de Smith-Lemli-Opitz                                  |        | Microcéphalie, Ambiguïté sexuelle                  |                                 |                             |  |
| Syndrome d'Ellis-Van Creveld                                   |        | Cardiopathie                                       |                                 |                             |  |
| Syndrome de Greig                                              |        | macrocéphalie, bosse frontale                      | Postaxiale préaxiale (rare)     | Préaxiale postaxiale (rare) |  |
| Syndrome de Holt-Oram                                          |        | Cardiopathie                                       |                                 |                             |  |
| Syndrome de McKusick Kaufman                                   |        | Cardiopathie Anomalies génitales                   | Postaxiale                      |                             |  |
| Chondrodysplasie ponctuée                                      |        |                                                    |                                 |                             |  |
| Syndrome de Wolf-Hirschhorn                                    | 194190 |                                                    |                                 |                             |  |
| Syndrome de Pallister-Hall                                     |        |                                                    | Postaxiale                      | Postaxiale                  |  |
| Syndrome acrocalleux                                           |        | Pré- et postaxiale                                 | Pré- et postaxiale              |                             |  |
| Syndrome Varadi-Papp                                           |        |                                                    | Pré- et postaxiale              | Pré- et postaxiale          |  |
| Syndrome de Meckel Type I                                      |        |                                                    | Postaxiale                      | Postaxiale                  |  |
| Syndrome de Mohr                                               |        |                                                    | Bilatérale postaxiale préaxiale | Bilatérale préaxiale        |  |
| Syndrome hydrolethalus                                         |        |                                                    | Postaxiale                      | Préaxiale                   |  |
| Syndrome oro-facio-digital type IV                             |        | Pré- et postaxiale                                 | Pré- et postaxiale              |                             |  |
| Syndrome de Townes-Brocks                                      |        |                                                    | Préaxiale                       |                             |  |
| Acro céphalo syndactylie type II                               |        |                                                    | Postaxiale                      | Préaxiale                   |  |
| VATER Association                                              |        |                                                    | Préaxiale                       |                             |  |
| Syndrome de Biemond                                            |        |                                                    | Préaxiale                       |                             |  |
| Syndrome oro-facio-digital type I                              |        |                                                    | Préaxiale                       |                             |  |
| Syndrome oro-facio-digital avec aplasie fibulaire              |        |                                                    | Préaxiale                       |                             |  |
| Syndrome acro-réno-oculaire                                    |        |                                                    | Préaxiale                       | Préaxiale                   |  |
| Polysyndactylie cardiopathie                                   |        |                                                    | Préaxiale                       | Préaxiale                   |  |
| Syndrome lacrimo-auriculo-dento-digital                        |        |                                                    | Préaxiale                       |                             |  |
| Syndrome de Schinzel                                           |        |                                                    | Postaxiale                      |                             |  |
| Syndrome acro faciale dysostose type Weyers                    |        |                                                    | Postaxiale                      | Postaxiale                  |  |
| Syndrome oro-facio-digital type III                            |        |                                                    | Postaxiale                      | Postaxiale                  |  |
| Syndrome oro-facio-digital type V                              |        |                                                    | Postaxiale                      | Postaxiale                  |  |
| Syndrome de Pallister-Killian                                  | 601803 |                                                    | Postaxiale                      | Postaxiale                  |  |
| Syndrome de Joubert                                            |        |                                                    | Postaxiale                      | Postaxiale                  |  |
| C Syndrome                                                     | 211750 |                                                    | Postaxiale                      | Postaxiale                  |  |
| Syndrome de Simpson-Golabi-Behmel                              | 312870 |                                                    | Postaxiale                      |                             |  |
| Hamartomes hypothalamiques                                     |        |                                                    | Postaxiale                      | Postaxiale                  |  |
| Dysplasie acromésomélique type Grebe                           |        |                                                    | Postaxiale                      | Absence d’orteil            |  |
| Syndrome oculo-cérébro-nasal                                   |        |                                                    |                                 | Postaxiale                  |  |
| Traitement par aminoptérine(s)                                 |        |                                                    | Postaxiale                      |                             |  |
| Dysplasie frontonasale                                         |        |                                                    | Postaxiale                      | Postaxiale                  |  |
| Ischion hypoplasie rein anomalie immunodéficience polydactylie |        |                                                    | Postaxiale                      | Postaxiale                  |  |
| Syndrome de Schinzel-Giedion                                   |        | Postaxiale                                         | Hypoplasie des orteils          |                             |  |
| Cardiaque anomalie hamartomes de la langue polysyndactylie     |        |                                                    | Postaxiale                      | Postaxiale                  |  |
| Coach syndrome                                                 |        |                                                    | Postaxiale                      | Postaxiale                  |  |
| Dysplasie cérébro-facio-thoracique                             |        | Postaxiale                                         |                                 |                             |  |
| Nanisme létal type Greenberg                                   |        |                                                    | Postaxiale                      |                             |  |
| Syndrome ophtalmo-acromélique                                  |        |                                                    | Syndactylie                     | Postaxiale                  |  |
| Syndrome de Jeune                                              |        |                                                    |                                 |                             |  |
| Anomalie de Pelger-Huet                                        | 169400 |                                                    | Chez les homozygotes            |                             |  |
| Syndrome de Goltz                                              | 305600 |                                                    |                                 |                             |  |

## Personnalités et personnages polydactyles

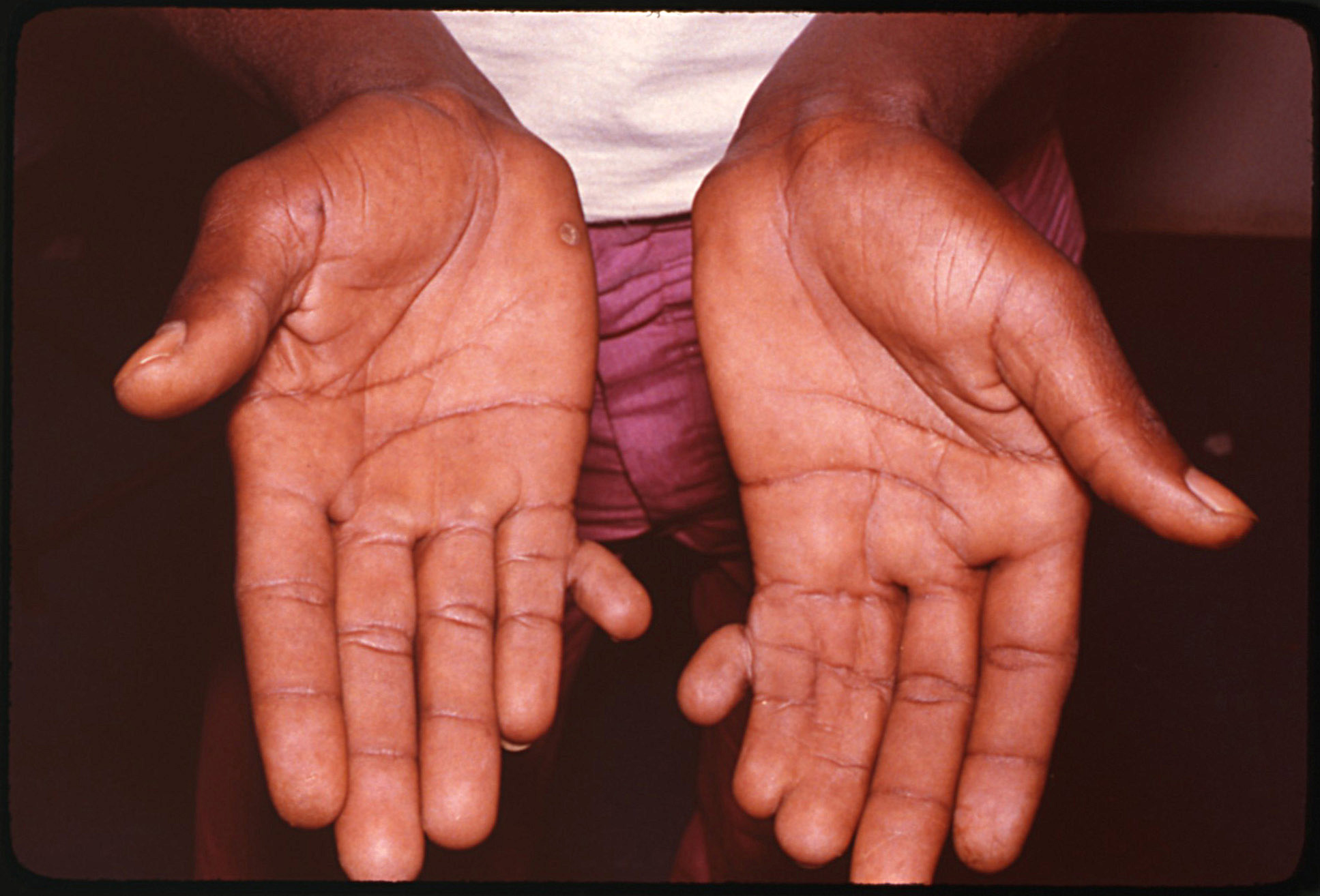
Exemple de doigts surnuméraires, Brésil, 1979

- Volcatius Sedigitus, qui doit son cognomen à ses doigts surnuméraires selon Pline l'Ancien[8]
- Henry II dit le pieux, duc du Cracovie, de Silésie et de Grande-Pologne (XIIIe siècle)[9]
- Anne Boleyn, selon la rumeur qui lui attribuait 6 doigts à une main, mais qui était due à un dissident catholique durant les années 1580, et pourrait ne pas être vraie[réf. souhaitée].
- Robert Chambers, auteur de Vestiges of the Natural History of Creation, et son frère William : six doigts à chaque membre[10]
- Toyotomi Hideyoshi, qui possédait deux pouces à la main droite, d'après la description du missionnaire jésuite Luis Frois qu'il avait reçu en audience[11]
- Hound Dog Taylor (1915-1975), guitariste de blues et chanteur, qui avait six doigts à chaque main
- Hampton Hawes, pianiste de jazz, né avec à chaque main un doigt supplémentaire qui fut retiré par chirurgie à sa naissance[12]
- Garfield Sobers, joueur de cricket barbadien, qui avait un doigt de plus à chaque main, qu'il se retira lui-même durant son enfance avec un couteau et des sutures de catgut[13]
- Danny Garcia, champion de boxe ayant 6 orteils au pied droit
- Abdelaziz Stati, chanteur marocain de chaâbi appelé Stati à cause du sixième doigt que porte sa main gauche
- Albert Uderzo, né avec six doigts à chaque main et opéré[14],[15]
- Álvaro Magalhães, footballeur portugais
- Fabinho, footballeur brésilien, qui possède six doigts à chaque main
- Hrithik Roshan, acteur de Bollywood né avec un pouce surnuméraire à sa main droite[16]
- Gemma Arterton, comédienne britannique, née avec à chaque main un doigt supplémentaire qui lui fut enlevé dans son enfance[17],[18]
- Varalakshmi V, née à Bangalore vers 1997 avec 8 doigts à chaque main et de 4 à 5 doigts supplémentaires à chaque pied[19]
- Kamani Hubbard, enfant né en Californie vers 2008, avec 12 doigts parfaitement fonctionnels et 12 doigts de pied[20]

## Polydactylie dans la fiction
- Hannibal Lecter, psychiatre cannibale décrit dans les romans de Thomas Harris[21].
- Dans le livre et le film Princess Bride de William Goldman, Inigo Montoya recherche un homme à six doigts, le comte Rugen, meurtrier de son père.
- Le roman Carnaval noir de Metin Arditi (édition Grasset, 2018) traite du Christ à 12 doigts et mentionne un personnage atteint de polydactylie.
- Le roman Le Contorsionniste (The Contortionist's Handbook, 2002) écrit par Craig Clevenger traite de la vie de John Dolan Vincent, un faussaire de génie né avec un doigt supplémentaire à la main gauche.
- Dans la série animée Souvenirs de Gravity Falls (Gravity Falls, 2012-2016) écrite par Alex Hirsch, le personnage de Stanford Pines est né avec six doigts à chaque main. Le symbole de la main à six doigts apparaît également à de nombreux moments de la série.
- Dans le film Bienvenue à Gattaca (1997), lors d'un rendez-vous galant entre deux des protagonistes, on assiste à la démonstration du talent d'un pianiste possédant 6 doigts à chaque main modifiée génétiquement.
- Dans le film d'animation Raiponce, un homme possède six orteils aux pieds.
- Dans l'un des tomes des aventures de Blake et Mortimer, L'Affaire Francis Blake, c'est la polydactylie de l'industriel et mécène Adrian Deloraine qui révèle à Blake que l'espion haut placé qu'il recherche est le Sous-Secrétaire d'État Doyle-Smith, ami de Deloraine. En effet, Blake avait été prévenu par l'un de ses agents, Fielding, de se méfier d'un "homme à six doigts" qui serait l'un des chefs du réseau d'espionnage.
- Dans la série Ténébreuse (Darkover) de Marion Zimmer Bradley, cette malformation n'est pas rare dans la caste dominante des Comyns.
- Dans le visual novel Umineko no naku koro ni, le chef de la famille Ushiromiya, Kinzo Ushiromiya, possède six orteils à chaque pied, ce qui permet d'identifier son cadavre carbonisé[réf. nécessaire].